# Ákosfalva község
Ákosfalva község (románul: Comuna Acățari) község Maros megyében, Romániában. Központja Ákosfalva, beosztott falvai Cserefalva, Göcs, Harasztkerék, Kisgörgény, Nyárádszentbenedek, Székelycsóka, Székelyvaja, Szövérd.

## Népessége
A 2011-es népszámlálás adatai alapján a község népessége 4738 fő volt.